# Alstahaug
Alstahaug est une kommune de Norvège. Elle est située dans le comté de Nordland sur l'île d'Alsten.
La municipalité se trouve entièrement sur des îles le long de la côte de Helgeland, à l'ouest de la partie extérieure du Vefsnfjord.

## Localités
- Austbø (65° 56′ 00″ N, 12° 28′ 00″ E) ;
- Bærøyvågen ;
- Søvika (65° 56′ 00″ N, 12° 21′ 00″ E) ;
- Tjøtta (65° 50′ 00″ N, 12° 24′ 00″ E) ;
- Tro (65° 48′ 33″ N, 12° 32′ 57″ E) .

## Îles
- Alsten (65° 58′ 00″ N, 12° 36′ 53″ E) ;
- Altra (65° 55′ 37″ N, 12° 20′ 33″ E) ;
- Mindlandet (65° 46′ 56″ N, 12° 26′ 39″ E) ;
- Offersøya (65° 52′ 11″ N, 12° 28′ 36″ E) ;
- Rødøya (Alstahaug) (65° 48′ 01″ N, 12° 32′ 04″ E) ;
- Skålvær (65° 51′ 41″ N, 12° 10′ 32″ E) ;
- Tjøtta (65° 50′ 19″ N, 12° 27′ 15″ E) .